# HTC Desire S
HTC Desire S, známý také jako HTC Saga je smartphone navržený a vyrobený společností HTC se systémem Android 2.3.5 "Gingerbread". První oznámení bylo na Mobile World Congress 15. února 2011 a jako nástupce HTC Desire byl vypuštěn 8. března 2011 na trh.

## Hardware
HTC Desire S nese podobný vnitřní hardware jako jeho předchůdce. Jedno z nejvýznamnějších zlepšení v oblasti hardwaru Desire S je 33% nárůst paměti RAM a 100% nárůst vnitřního úložného prostoru. Připojení telefonu k mobilnímu internetu také doznalo výrazného vylepšení: 14,4 Mbit/s HSDPA a bezdrátové připojení 802.11 b/g/n. Desire S má většinu těla z hliníku a došlo k odebrání mechanických tlačítek včetně trackballu a byly nahrazeny dotykovými klávesami.
Displej s úhlopříčkou 3,7 palce je stejný jako u HTC Desire: kapacitní dotykový SuperLCD je překrytý sklem gorila glass. Byla přidána přední VGA kamera, ale fotoaparát zůstal nezměněn a je tedy stejný jako u Desire.

## Software
Zařízení bylo původně dodáváno s Android 2.3 včetně HTC Sense 2.1. Dne 2. října 2011, bylo oznámeno, že Desire S dostane Android 2.3.5 a HTC Sense 3.0. Nová aktualizace přináší HTC Watch do seznamu aplikací, stejně jako nový design zámku obrazovky a možnost přidání ikon a widgetů na zámek obrazovky.
Telefon je součástí nové generace HTC zařízení, které vlastní podepsané zavaděče, které zvyšují obtížnost při využívání vlastního firmwaru na tomto zařízení.
Android 2.3.5 Aktualizace také přidala nové pohybové funkce, například když vám někdo volá, tak se jednoduchým otočením telefonu na stranu přepne na hlasitý telefon, pokud zase přiblížíte telefon k uchu pak sníží úroveň hlasitosti vyzvánění.